# Månsarps kyrka
Månsarps kyrka är en kyrkobyggnad i Jönköpings kommun. Den tillhör Månsarps församling i Växjö stift. 
Den äldsta kyrkan man känner till i Månsarp var en medeltida träkyrka. Därefter byggdes en kyrka som stod klar 1714, även den en träkyrka och belägen nära den nuvarande. Den var utvändigt spånklädd och rödmålad. Taket var tegelklätt och inuti var kyrkan prydd med målningar utförda av Johan Kinnerus på 1740-talet. Platsen är numera känd som ödekyrkogården, eftersom den gamla kyrkogårdsmuren finns kvar.
År 1846 beslutade sockenstämman att man skulle bygga en ny kyrka. Den gamla var då förfallen och ansågs vara för liten. År 1853 stod den nya kyrkan klar och var byggd i senklassicistisk stil, stor, ljus och luftig. Invigningen förrättades 1857 av biskop Christopher Isac Heurlin.
Kyrkan har under åren genomgått ett antal renoveringar. Den senaste interiörrenoveringen, 1977–1978, var omfattande, med bland annat ombyggt kor, samlings- och kapprum samt ny färgsättning. Den senaste yttre renoveringen skedde 1994 och innefattade bland annat nytt tak och delvis även ny färgsättning.

## Inventarier
De mest kända inre utsmyckningarna är målningen i kortaket av Waldemar Lorentzon som tillkom vid renoveringen 1957–1958 och altarskåpet från 1978 som är utfört av konstnären Hans Fagerström.

### Orgel

#### Huvudorgel
- 1857 byggde August Rosenborg, Vadstena en orgel med tolv stämmor.
- 1936 byggde Th Frobenius & Co, Danmark, en pneumatisk orgel med fria och fasta kombinationer och registersvällare. Fasaden från 1857 års orgel bibehölls.

| Huvudverk I   | Svällverk II      | Pedal         | Koppel  |
| Borduna 16´   | Gedackt 8´        | Subbas 16´    | I/P     |
| Principal 8´  | Fugara 8´         | Gedacktbas 8´ | II/P    |
| Spetsflöjt 8´ | Principal 4´      | Flöjtbas 8´   | II/I    |
| Oktava 4´     | Koppelflöjt 4'    | Nachthorn 4´  | II 4'/I |
| Oktava 2'     | Blockflöjt 2'     | Basun 16´     | II 4'/P |
| Mixtur 5 chor | Ters 1 3/5'       |               |         |
| Trumpet 8'    | Krumhorn 8'       |               |         |
|               | Crescendosvällare |               |         |

#### Kororgel
- Kororgeln är ett mekaniskt instrument byggt 1978 av J. Künkels Orgelverkstad.

| Manual        | Pedal      | Koppel   |  |
| Blockflöjt 8’ | Subbas 16’ | Man/Ped. |  |
| Principal 4’  |            |          |  |
| Rörflöjt 4’   |            |          |  |
| Waldflöjt 2’  |            |          |  |
| Mixtur III    |            |          |  |

### Fotnoter
1. ↑  ”Månsarps kyrkogård och ödekyrkogård”. Jönköpings läns museum. sid. 11. http://bebyggelseregistret.raa.se/bbr2/show/bilaga/showDokument.raa;jsessionid=4C8B4C3CBDBCC22B132C1C6DDDA50A98.lx-ra-bbr?dokumentId=21000001825846&thumbnail=false. Läst 15 oktober 2017.

- Wikimedia Commons har media som rör Månsarps kyrka.